# Mikyö Dorje
| Tibetische Bezeichnung                   |
| ---------------------------------------- |
| Tibetische Schrift: མི་བསྐྱོད་རྡོ་རྗེ་           |
| Wylie-Transliteration: mi bskyod rdo rje |

Mikyö Dorje (tib.: mi bskyod rdo rje; geb. 1507 in Kham; gest. 1554) war der 8. Karmapa der Karma-Kagyü-Schule des tibetischen Buddhismus.

## Biographie
Mikyö Dorje soll unmittelbar nach seiner Geburt erklärt haben, er sei der Karmapa. Aufgrund dieses Umstands wurde er vom 3. Tai Situpa Trashi Peljor (1498–1541) als 8. Karmapa anerkannt. Die nächsten Jahre verbrachte Mikyö Dorje daraufhin in Karma Gön. Als er fünf Jahre alt war, gab es noch ein anderes Kind aus Amdo, das als Kandidat für den Titel Karmapa infrage kam. Der 2. Goshri Gyeltshab Trashi Namgyel (1490–1518) begab sich daraufhin nach Tshurphu, um die Sache zu untersuchen. Als er Mikyö Dorje sah, warf er sich jedoch sofort vor ihm nieder und war davon überzeugt, den Karmapa vor sich zu haben. Mikyö Dorje wurde im Alter von sechs Jahren von Trashi Namgyel inthronisiert.
In den folgenden Jahren wurde er vom 1. Sanggye Nyenpa Trashi Peljor (1457–1525; früher: Denma Drubchen Trashi Peljor oder nur Denma Drubchen), Dulmo Trashi Öser, Dagpo Trashi Namgyel (1511–1587, Drugpa-Kagyü) und Karma Thrinlepa unterrichtet. Eine Einladung nach China lehnte der junge Mikyö Dorje ab, mit der Begründung, der Kaiser (Zhengde) wäre tot, bevor er China erreichen würde. Dies stellte sich als wahr heraus.
Der 8. Karmapa war einer der bekanntesten Karmapas. Er hat viele Texte und Kommentare unter anderem zum Sutrayana sowie Instruktionen zu den Tantras geschrieben. Von ihm stammt das Mantra Karmapa mkyen no. Er war auch ein bildender Künstler auf den der Karma-Gadri-Stil der Thangkamalerei zurückgeht. Darüber hinaus hat er Sadhanas, Liturgien und andere andächtige Praktiken der Karma-Kagyü entworfen.
Mikyö Dorje hatte viele Visionen von der Untrennbarkeit der Manifestationen Karmapas und der Guru Rinpoches. Als er seinen Tod ahnte, verfasste er einen Brief an den 5. Shamarpa Könchog Yenlag, indem er Voraussagen über seine zukünftige Geburt machte. Er starb im Alter von 47 Jahren. Unter seinen Schülern waren Könchog Yenlag und Pawo Tsuglag Trengwa (1504–1564/66). Nachfolger wurde Könchog Yenlag (1526–1583).